# Roger Cotes
Roger Cotes, född den 10 juli 1682 i Burbage, Leicestershire, död den 5 juni 1716 i Cambridge, var en engelsk matematiker. 
Cotes var från 1706 professor i astronomi och experimentalfysik i Cambridge. Förutom uppsatser i Philosophical Transactions skrev han flera efter hans död utgivna verk, där han behandlade integralkalkyl, geometri, hydrostatik med mera, av vilka kan framhållas Harmonia mensurarum (1722), där han framställer den viktiga satsen om en punkts polarlinje med hänsyn till en kurva.